# Frontera entre Camboya y Tailandia
La frontera entre Camboya y Tailandia tiene su creación en los acuerdos franco-siameses de 1907.
Hoy, el principal litigio se cierne sobre el templo de Preah Vihear y sus inmediaciones.

## Historia
Hasta finales del siglo XIX, ambos países no tenían fronteras fijas. Sus territorios se extendían por aquellos sobre los cuales las habitantes pagaban tributo a los soberanos estatales en cuestión. Sin embargo una vez que los franceses tomaron posesión de Camboya, impusieron la idea de delimitar las regiones donde ejercían el dominio de cada uno.
En 1867 se firmó un tratado franco-tailandés por el cual Siam reconocía el Protectorado francés de Camboya a cambio de la soberanía sobre las provincias de Battambang, Siem Reap, Banteay Mean Chey y Oddar Mean Cheay. El rey Norodom, por su parte, desaprobaba con vehemencia esta cesión y afirmó que se negaba a adherirse al tratado. Hasta su muerte, no faltó ninguna ocasión para reclamar la restitución de este territorio mientras que en 1900, durante un viaje en Francia, su hijo Yukanthor no vaciló  a presentar Battambang y Angkor como la Alsacia y Lorena camboyana.
Esta concesión al gobierno de Bangkok estuvo motivada por dos elementos principales. El primero es que los franceses querían consolidar sus posiciones a lo largo del Mekong que esperan hacer navegable hasta China y no deseaban  comprometerse en posibles disturbios potenciales. El segundo está ligado a la habilidad de los negociadores siameses que  decidieron enviar una delegación en París para tratar directamente con el Andén de Orsay.
La pérdida de estas provincias fue puesta en juicio, sobre todo en 1903 durante la visita a Francia del rey Rama V, quien propuso poner en marcha un comité mixto a cargo de regular de manera definitiva los problemas fronterizos. El 13 de febrero de 1904 fue creada la comisión y estuvo oficialmente a cargo de delimitar la frontera entre ambos estados. Esta convino que la elaboración de los mapas estaría confiada en Francia, pues Siam entonces no disponía de los medios técnicos suficiente para hacerlo. Fue dirigida del lado francés por Fernand Bernard, que bajo el pretexto la incoherencia del trazado previsto, agregó al protectorado regiones casi exclusivamente pobladas por tailandeses para pedir el intercambio de lo que era el oeste del reino jemer  contra las regiones de Trat y Dan Sai (actualmente en la provincia tailandesa de Loei). El tratado del 23 de marzo de 1907entró en vigor este cambio y se validó el regreso a Camboya de las provincias de Battambang, Siem Reap y Sisophon. Por otro lado, al norte de Camboya, mientras que ambas partes habían convenido seguir la línea de la cresta de los montes Dângrêk, el trazado realizó una pequeña desviación al nivel del templo de Preah Vihear para ubicarlo del lado camboyano, creando un tipo de enclave que más tarde resultó en fuente de disturbios.

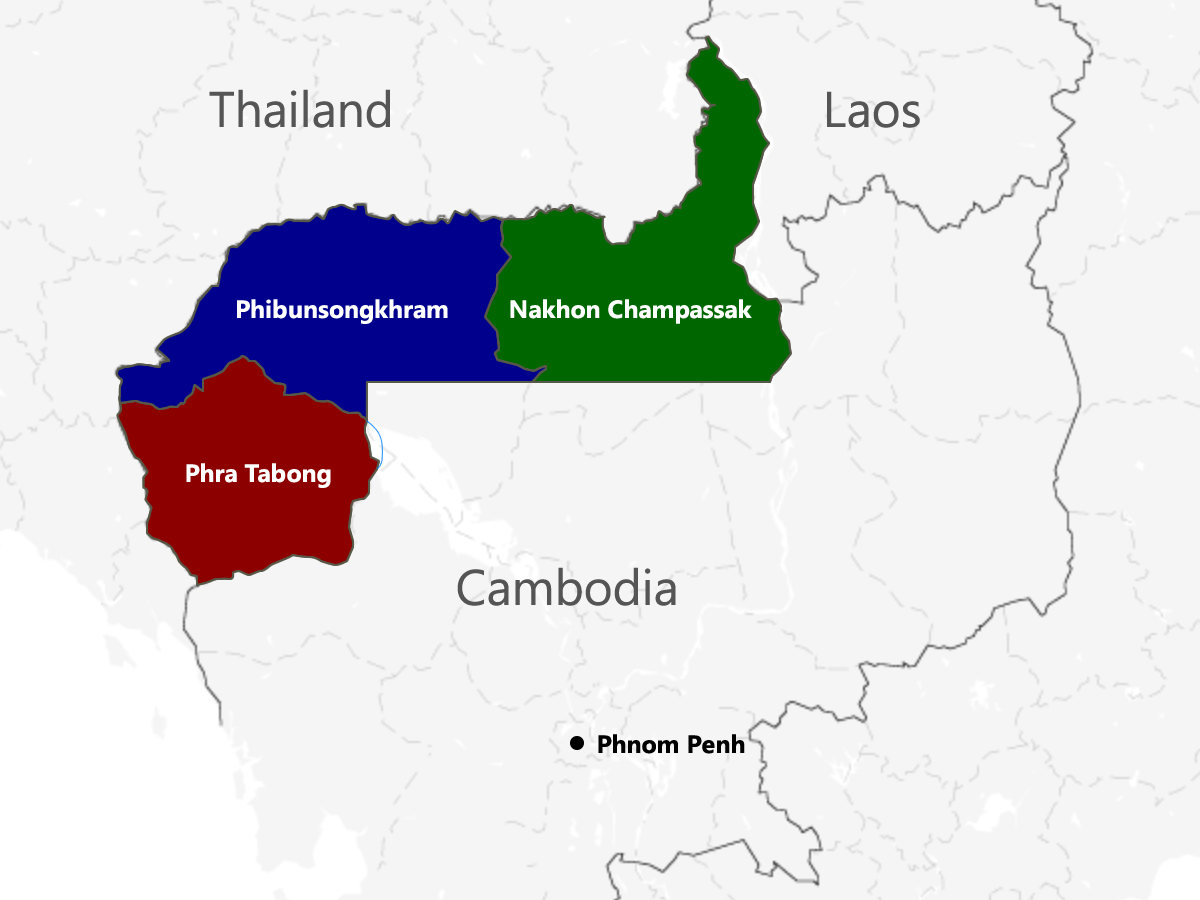
Los territorios anexados en los años 1940 por Tailandia.

Dos nuevos tratados franco-siameses en 1927 y 1937 completaron los acuerdos, pero un fuerte resentimiento se desarrolló en Bangkok en contra de Francia y de las fronteras impuestas y se consideraron como ilegales. Esta situación perdura hasta nuestros días y hace de Tailandia un refugio para los grupos rebeldes jemeres de todos los lados (Issarak, Serei, rojos, etc) opuestos a los regímenes de Nom Pen.
Durante la Segunda Guerra Mundial, aprovechando la derrota de Francia frente a Alemania, Tailandia recuperó, por la convención de Tokio de 1941, las provincias que había perdido al principio del siglo XX. Aunque por los acuerdos de Washington de 1946 tuvo que devolverlas, eso demostró las ganas de recuperar el terreno perdido sobre las potencias coloniales.
En 1953, después de la independencia del Camboya y la salida de los franceses, el ejército taí invadó el templo de Preah Vihear. Camboya protestó, y el problema resultó en un asunto sensible en ambos países. Las relaciones diplomáticas se resintieron y se dieron amenazas de intervenciones militares. En 1959, Camboya llevó el asunto ante la Corte Internacional de La Haya, que el 15 de junio de 1962, decidió por 9 votos contra 3 que el templo pertenece a Camboya. Tailandia reaccionó con vehemencia y se produjeron manifestaciones en masa contra la decisión. Finalmente, Bangkok aceptó de mala gracia abandonar el sitio.
En 1979, con la ofensiva vietnamita en Camboya, la frontera resultó ser una zona de combates por los veinte próximos años. El lado tailandés se convirtió en campo de refugiados y de zonas de repliegue para los combatientes del Grupo de Coalición de la Kampuchea Democrática, opuesto a los Bộ đội y a sus aliados de la República Popular de Kampuchea. Para poner final a estas incursiones, las autoridades de Hanoi decidieron en 1984 edificar una línea de defensa de unos 800 kilómetros de largo en la frontera. El proyecto, bautizado K5, más conocido bajo el nombre de Muro de Bambú, planeaba movilizar de 140 000 a 180 000 camboyanos, pero ante su coste humano, el proyecto se abandonó en 1986.
El litigio por Preah Vihear resurgió en 2008, cuando Camboya inscribió el templo en el patrimonio mundial. El primer ministro tailandés Samak Sundaravej que había aceptado en un primer momento la homologación tuvo que hacer frente ante el furor de la opinión pública de su país y discutir la soberanía de una parte del sitio registrado. La crisis degeneró en una serie de demostraciones de fuerzas entre los ejércitos de los dos países, hasta 2013, fecha de un nuevo juicio ante la Corte Internacional de Justicia que confirmó los derechos de Camboya.

## Puntos de paso

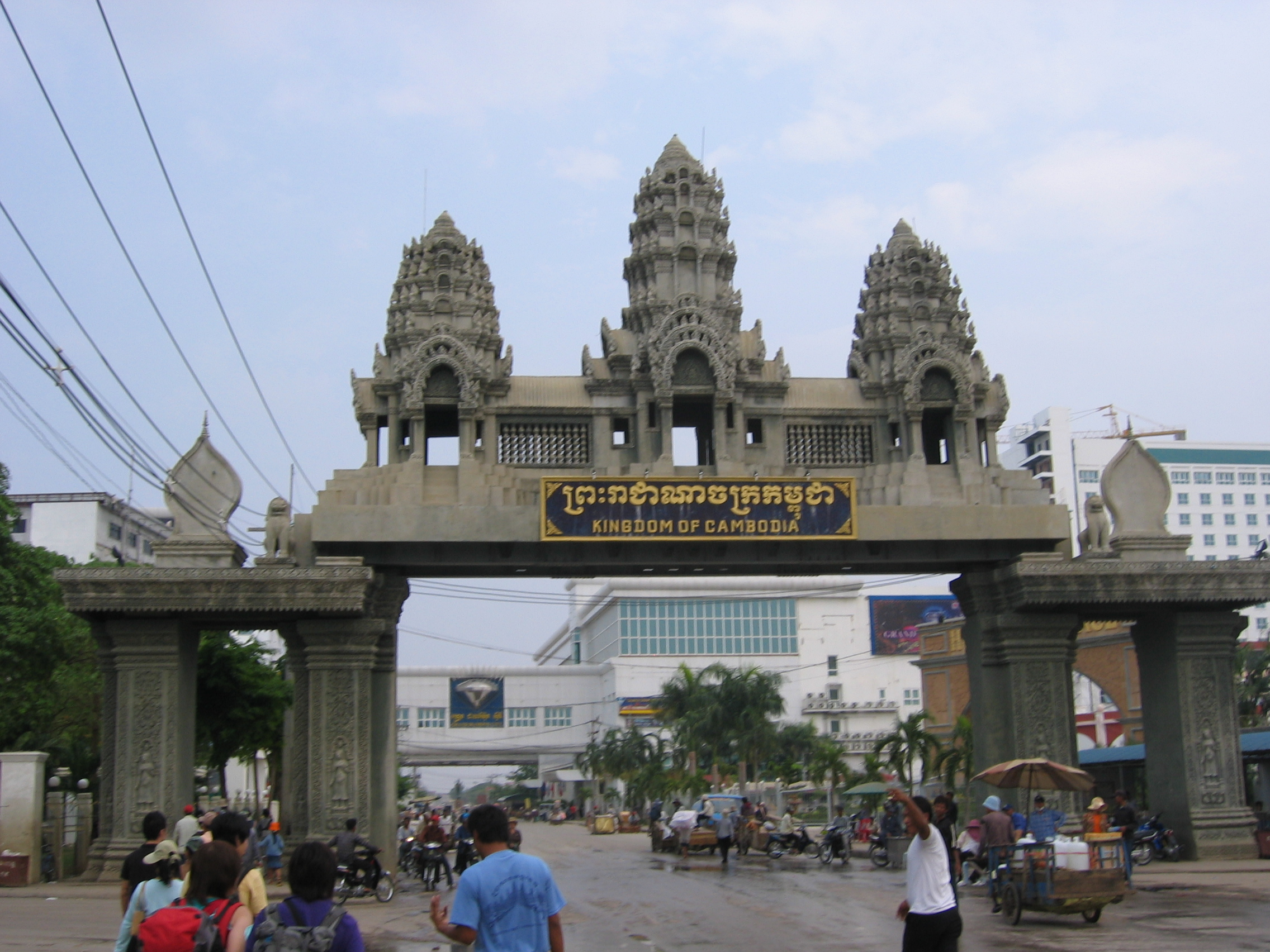
Puesto fronterizo camboyano de Poipet.

El principal puesto fronterizo se ubica en proximidad de la ciudad camboyana de Poipet.